# 4月6日
4月6日是阳历年的第96天（闰年第97天），离一年的结束还有269天。

## 大事记

### 19世紀以前
- 1642年：清朝军队占领锦州，明清松锦之战以清朝胜利告终。
- 1652年：荷兰东印度公司船长扬·范·里贝克登陆南非桌湾，并在桌山建立驻扎点开普敦。
- 1776年：美國革命戰爭：大陸海軍艦艇試圖在布洛克島附近奪取格拉斯哥號巡防艦（英语：HMS Glasgow (1757)），但沒有成功。
- 1782年：暹罗将领拉玛一世利用叛乱发动政变推翻郑昭并自立为国王，建立却克里王朝。

### 19世紀
- 1808年：約翰·雅各布·阿斯特創立美國皮毛公司（英语：American Fur Company），該公司的利潤使他成為美國第一位千萬富翁。
- 1830年：耶稣基督后期圣徒教会於纽约州菲也特（英语：Fayette, New York）建立。
- 1841年：约翰·泰勒就任美国总统。
- 1895年：奥斯卡·王尔德因誹謗罪开始服刑。
- 1896年：希腊雅典举行第一届夏季奥林匹克运动会开幕典礼，共有14个国家代表参赛。

### 20世紀
- 1917年：美国国会在总统伍德罗·威尔逊要求下向德国宣战，正式参与第一次世界大战。
- 1919年：巴伐利亞蘇維埃共和國在德國巴伐利亞成立，標誌德國十一月革命達到高潮。
- 1921年：私立厦门大学假集美学校举行开学仪式，中国第一所由海外华侨创办的大学宣告成立。这一天后来成为厦门大学校庆日。
- 1938年：中国抗日战争：台儿莊战役。
- 1941年：第二次世界大戰：納粹德國對南斯拉夫王國首都貝爾格勒發動大規模轟炸，軸心國軍隊隨後全面入侵南斯拉夫。
- 1949年：臺灣發生四六事件，為1948年至1949年發生的一次國民政府大規模逮捕學生的行動，為1950年代白色恐怖的濫觴。
- 1966年：天星小輪加價事件：香港因天星小輪加價五仙而觸發九龍區多處地方（如旺角）出現騷亂和暴動，並持續兩日才平息，事件中造成一人死亡。
- 1971年：美國乒乓球隊前往中國訪問，史稱「乒乓外交」。
- 1973年：探测器起飞。
- 1974年：ABBA以歌曲《滑鐵盧》代表瑞典贏得歐洲歌唱大賽冠軍。
- 1994年：卢旺达总统哈比亚利马纳和布隆迪总统恩塔里亚米拉乘坐的飞机在基加利附近被击落，成为卢旺达大屠杀的导火线。

### 21世紀
- 2009年：義大利中部阿布魯佐大區首府拉奎拉發生MW 6.3地震，造成308人死亡。
- 2009年：摩爾多瓦全國各地開始反對國會選舉（英语：April 2009 Moldovan parliamentary election）結果的大規模抗議活動。
- 2010年：印度安全部队在该地遭到毛派武装袭击，至少70多名中央后备警察部队士兵被打死。
- 2012年：马里图阿雷格武装组织阿扎瓦德民族解放运动宣布其占领的阿扎瓦德地区独立。
- 2016年：香港免費電視ViuTV正式開台。
- 2022年：布基纳法索前总统布莱斯·孔波雷被判无期徒刑，罪名是参与暗杀前总统「非洲的切·格瓦拉」[1]。

## 出生
- 1483年：拉斐尔·圣齐奥，意大利画家。（1520年逝世）
- 1773年：詹姆斯·穆勒，蘇格蘭歷史學家、經濟學家、政治理論家、哲學家。（1836年逝世）
- 1801年：休·羅斯，英國陸軍軍官，第一代斯特拉斯奈恩男爵。（1885年逝世）
- 1810年：菲利普·亨利·戈斯，英國博物學家。（1888年逝世）
- 1875年：謝妮亞·亞歷山德羅芙娜，俄罗斯帝国女大公。（1960年逝世）
- 1878年：埃里希·米薩姆，德國詩人、作家、反法西斯主義者、和平主義者。（1934年逝世）
- 1892年：老唐纳德·威尔士·道格拉斯，美国飞机设计家，道格拉斯飞机公司创办人。（1981年逝世）
- 1894年：葛楚德·拜恩斯，美國超級人瑞。（2009年逝世）
- 1901年：傑瑞·夫瑞斯，美國政治人物，曾任聯邦眾議員。（1984年逝世）
- 1904年：常书鸿，中国画家，敦煌艺术研究者。（1994年逝世）
- 1917年：利奧諾拉·卡林頓，墨西哥藝術家，超現實主義畫家、小說家。（2011年逝世）
- 1923年：常楓，台灣男藝人。（2022年逝世）
- 1928年：詹姆斯·沃森，美國分子生物學家，1962年諾貝爾生理學或醫學獎得主。
- 1929年：赫里斯托斯·薩采塔基斯，希臘法學家。（2022年逝世）
- 1932年：尼克·貝吉奇，美國政治人物，曾任加利福尼亞州聯邦眾議員。（1972年逝世）
- 1933年：村松康雄，日本男性聲優。（2024年逝世）
- 1935年：詹姆斯·葛拉漢，蘇格蘭貴族，第八代蒙特羅斯公爵
- 1942年：巴瑞·李文森，美國電視和電影導演。
- 1945年：野島昭生，日本男演員、聲優。
- 1947年：約翰·雷森伯格，美國男演員。
- 1949年：黃思綿，新加坡企業家、外交官、體育官員。
- 1950年：蔡明介，台灣企業家。
- 1951年：希爾達·海妮，馬紹爾群島教育家、政治人物，現任馬紹爾群島總統。
- 1955年：迈克尔·鲁克，美國男演員、導演、製片人。
- 1958年：彼得·德維寇，美國電影製片人。
- 1959年：蘇啟龍，英格蘭裔香港公務員。
- 1960年：金圭哲，韓國男演員。
- 1960年：布魯斯·莫瑞，蘇格蘭貴族，第十二代阿索爾公爵。
- 1963年：胡亞捷，中國男演員。
- 1963年：肖恩·托布，美國男演員。
- 1963年：阿斯蘭·布扎尼亞，阿布哈茲政治人物，現任阿布哈茲總統。
- 1964年：大卫·伍达德，美国作家、指挥家。
- 1964年：提姆·華茲，美國政治人物，現任明尼蘇達州州長。
- 1965年：曹國，韓國法學家、人權活動家、政治家。
- 1969年：保羅·活特，美國男演員。
- 1969年：安妮-馬里·屈維里安，英國政治人物
- 1970年：奧利弗·米勒，美國職業籃球運動員。（2025年逝世）
- 1972年：謝承均，台灣男演員。
- 1973年：孫雯，中國女子足球運動員。
- 1973年：宮澤理惠，日本演員、歌手。
- 1975年：扎克·布拉夫，美國男演員。
- 1976年：乙武洋匡，日本作家。
- 1978年：陳曉菁，台灣女演員。
- 1978年：蘿倫·瑞德洛夫，美國女演員。
- 1978年：亨利·菲茨羅伊，英國貴族，第十二代格拉夫頓公爵。
- 1979年：法雷迪·溫莎勳爵，英國銀行家、金融分析師，肯特的麥可王子的獨子。
- 1979年：平家充代，日本歌手。
- 1983年：王仕鵬，中國男子籃球運動員。
- 1985年：王心恬，台灣女模特兒。
- 1986年：蔡詩蕓，台灣女歌手。
- 1986年：莫瑪·謝赫，巴基斯坦女演員。
- 1990年：徐睿知，韓國女演員。
- 1992年：劉芳芸，台灣女演員。
- 1992年：李有鎮，韓國男演員。
- 1993年：李裕那，韓國女子偶像團體Brave Girls成員。
- 1994年：蘇皓兒，香港女演員。
- 1995年：克什·安德森，英格蘭職業足球運動員。
- 1995年：艾倫·基恩，愛爾蘭女子殘疾人游泳運動員。
- 1996年：陳若思，香港女演員。
- 1997年：廣岡大志，日本職業棒球運動員
- 1997年：金珉奎，韓國男子偶像團體SEVENTEEN成員。
- 1998年：相笠萌，日本女子偶像團體AKB48成員。
- 1998年：勝田里奈，日本女子偶像團體S/mileage成員。
- 生年不詳：宮澤清子，日本女性聲優。

## 逝世
- 973年：周恭帝柴宗訓，五代時期後周皇帝。（953年出生）
- 1199年：理查一世，英格蘭國王。（1157年出生）
- 1490年：馬加什一世，匈牙利及克羅埃西亞國王。（1443年出生）
- 1520年：拉斐尔·圣齐奥，意大利画家。（1483年出生）
- 1528年：阿尔布雷希特·丢勒，德国画家。（1471年出生）
- 1829年：尼尔斯·阿贝尔，挪威数学家。（1802年出生）
- 1938年：罗芳珪，中华民国国民革命军将领。（1907年出生）
- 1963年：奧托·斯特魯維，俄裔美國天文學家。（1897年出生）
- 1971年：，俄罗斯作曲家。（1882年出生）
- 1972年：海因里希·吕布克，德国政治家，德意志聯邦共和國总统。（1894年出生）
- 1975年：恩斯特·大衛·伯格曼，以色列核物理學家、化學家。（1903年出生）
- 1977年：木戶幸一，日本政治家。（1889年出生）
- 1983年：盧茨·赫克，德國動物學家。（1892年出生）
- 1990年：楊金欉，前總統府國策顧問。（1923年出生）
- 1992年：艾萨克·阿西莫夫，美国科幻小说家。（1920年出生）
- 1994年：朱韋納爾·哈比亞利馬納，盧安達政治人物、獨裁者，第2任盧安達總統。（1937年出生）
- 1994年：西普里安·恩塔里亞米拉，布隆迪政治人物，第5任布隆迪總統。（1955年出生）
- 2000年：哈比卜·布尔吉巴，突尼西亞政治人物，首任突尼西亞總統。（1903年出生）
- 2009年：阿桑，台灣女歌手。（1975年出生）
- 2012年：方励之，天体物理学家，中华人民共和国民主运动领导人。（1936年出生）
- 2014年：米基·魯尼，美國電影演員[2]。（1920年出生）
- 2015年：格特魯德·韋弗，美國超級人瑞。（1898年出生）
- 2016年：藤田進，巴西大使，該國首位日裔外交官[3]。（1950年出生）
- 2017年：唐·里柯斯，美國單口喜劇演員、演員。（1926年出生）
- 2022年：文夏，臺灣男歌手。（1928年出生）
- 2022年：弗拉基米尔·日里诺夫斯基，俄羅斯政治人物。（1946年出生）
- 2024年：陳橋，香港攝影記者。（1927年出生）
- 2024年：曙太郎，美裔日本相撲力士，第64代橫綱。（1969年出生）
- 2024年：塞爾希·科諾瓦爾，烏克蘭軍人。（1992年出生）
- 2025年：耶利米·保羅·歐斯垂克，美國天體物理學家。（1937年出生）

## 节假日和习俗
- 國際無性戀日
- 體育促進發展與和平國際日
- 泰國：扎克里王朝紀念日
- ：叢林流浪日
- 美国、 加拿大：格紋日